# اگالئو
شهر اگالئو در استان آتیک در کشور یونان واقع شده است که دارای جمعیت ۷۱٬۳۹۷  نفر می‌باشد.